# Expansió post-newtoniana

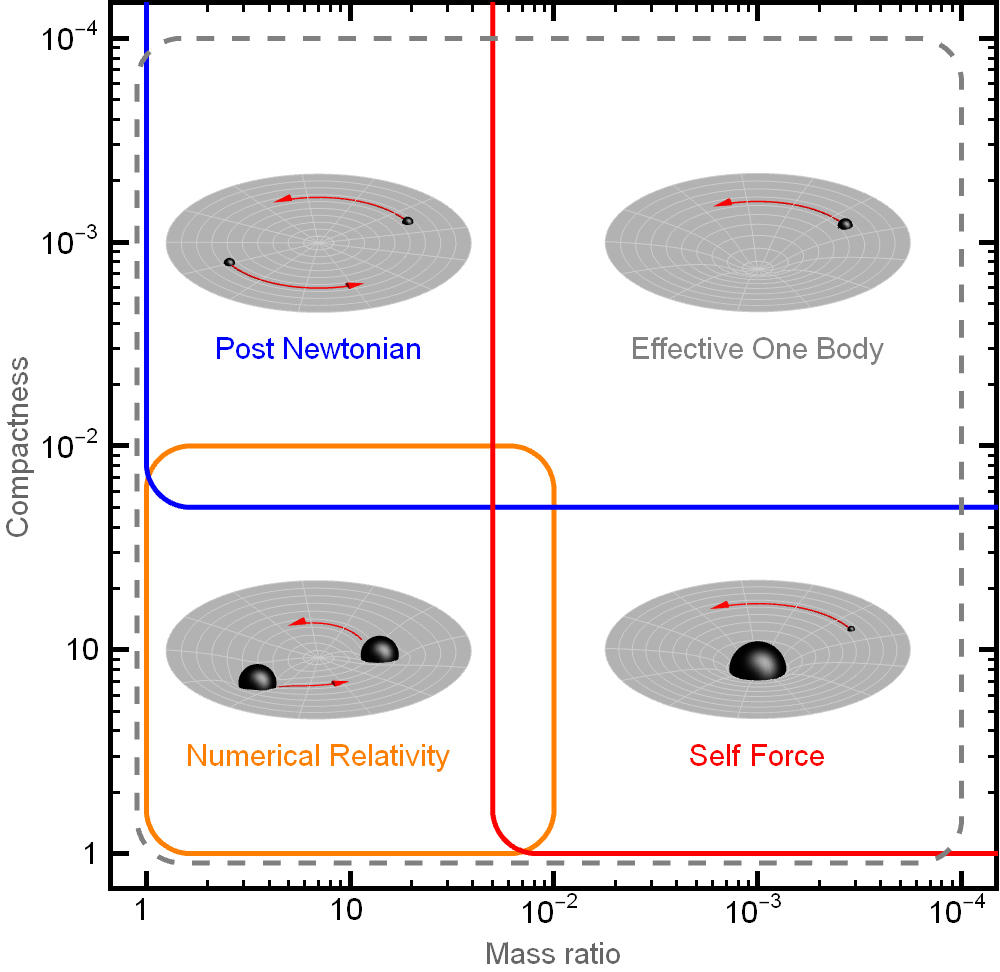
Diagrama de l'espai de paràmetres de binaris compactes amb els diferents esquemes d'aproximació i les seves regions de validesa.

En la relativitat general, les expansions post-newtonianes (expansions PN) s'utilitzen per trobar una solució aproximada de les equacions de camp d'Einstein per al tensor mètric. Les aproximacions s'expandeixen en petits paràmetres que expressen ordres de desviacions de la llei de gravitació universal de Newton. Això permet fer aproximacions a les equacions d'Einstein en el cas de camps febles. Es poden afegir termes d'ordre superior per augmentar la precisió, però per a camps forts de vegades és preferible resoldre les equacions completes numèricament. Aquest mètode és una marca comuna de les teories de camp efectives. En el límit, quan els paràmetres petits són iguals a 0, l'expansió post-newtoniana es redueix a la llei de la gravetat de Newton.

Expansions post-Minkowskian vs post-newtonianes

## Expansió en 1/c2
Les aproximacions post-newtonianes són expansions en un paràmetre petit, que és la relació entre la velocitat de la matèria que crea el camp gravitatori, a la velocitat de la llum, que en aquest cas s'anomena més precisament velocitat de la gravetat. En el límit, quan la velocitat fonamental de la gravetat esdevé infinita, l'expansió post-newtoniana es redueix a la llei de la gravetat de Newton. A la dècada de 1960, Subrahmanyan Chandrasekhar i els seus col·legues van desenvolupar un estudi sistemàtic de les expansions post-newtonianes dins d'aproximacions hidrodinàmiques.

## Expansió enh
Un altre enfocament és ampliar les equacions de la relativitat general en una sèrie de potències en la desviació de la mètrica del seu valor en absència de gravetat.
{\displaystyle h_{\alpha \beta }=g_{\alpha \beta }-\eta _{\alpha \beta }\,.}
Per a això, cal triar un sistema de coordenades en què els valors propis de {\displaystyle h_{\alpha \beta }\eta ^{\beta \gamma }\,} tots tenen valors absoluts inferiors a 1.
Per exemple, si es fa un pas més enllà de la gravetat linealitzada per aconseguir l'expansió al segon ordre en h :
{\displaystyle g^{\mu \nu }\approx \eta ^{\mu \nu }-\eta ^{\mu \alpha }h_{\alpha \beta }\eta ^{\beta \nu }+\eta ^{\mu \alpha }h_{\alpha \beta }\eta ^{\beta \gamma }h_{\gamma \delta }\eta ^{\delta \nu }\,.}
{\displaystyle {\sqrt {-g}}\approx 1+{\tfrac {1}{2}}h_{\alpha \beta }\eta ^{\beta \alpha }+{\tfrac {1}{8}}h_{\alpha \beta }\eta ^{\beta \alpha }h_{\gamma \delta }\eta ^{\delta \gamma }-{\tfrac {1}{4}}h_{\alpha \beta }\eta ^{\beta \gamma }h_{\gamma \delta }\eta ^{\delta \alpha }\,.}
Les expansions basades només en la mètrica, independentment de la velocitat, s'anomenen expansions post-Minkowskianes ( expansions PM).
| | 0PN |   | 1PN                   |   | 2PN                   |   | 3PN                   |   | 4PN                   |   | 5PN                    |   | 6PN                    |   | 7PN                    |   |      |                       |
| 1PM | ( 1 | + | {\displaystyle v^{2}} | + | {\displaystyle v^{4}} | + | {\displaystyle v^{6}} | + | {\displaystyle v^{8}} | + | {\displaystyle v^{10}} | + | {\displaystyle v^{12}} | + | {\displaystyle v^{14}} | + | ...) | {\displaystyle G^{1}} |
| 2PM |     |   | ( 1                   | + | {\displaystyle v^{2}} | + | {\displaystyle v^{4}} | + | {\displaystyle v^{6}} | + | {\displaystyle v^{8}}  | + | {\displaystyle v^{10}} | + | {\displaystyle v^{12}} | + | ...) | {\displaystyle G^{2}} |
| 3PM |     |   |                       |   | ( 1                   | + | {\displaystyle v^{2}} | + | {\displaystyle v^{4}} | + | {\displaystyle v^{6}}  | + | {\displaystyle v^{8}}  | + | {\displaystyle v^{10}} | + | ...) | {\displaystyle G^{3}} |
| 4PM |     |   |                       |   |                       |   | ( 1                   | + | {\displaystyle v^{2}} | + | {\displaystyle v^{4}}  | + | {\displaystyle v^{6}}  | + | {\displaystyle v^{8}}  | + | ...) | {\displaystyle G^{4}} |
| 5PM |     |   |                       |   |                       |   |                       |   | ( 1                   | + | {\displaystyle v^{2}}  | + | {\displaystyle v^{4}}  | + | {\displaystyle v^{6}}  | + | ...) | {\displaystyle G^{5}} |
| 6PM |     |   |                       |   |                       |   |                       |   |                       |   | ( 1                    | + | {\displaystyle v^{2}}  | + | {\displaystyle v^{4}}  | + | ...) | {\displaystyle G^{6}} |
| Taula comparativa de potències utilitzades per a aproximacions PN i PM en el cas de dos cossos no rotatius. 0PN correspon al cas de la teoria de la gravitació de Newton. 0PM (no mostrat) correspon a l'espai pla de Minkowski. |     |   |                       |   |                       |   |                       |   |                       |   |                        |   |                        |   |                        |   |      |                       |

## Uses
El primer ús d'una expansió PN (al primer ordre) va ser fet per Albert Einstein per calcular la precessió del periheli de l'òrbita de Mercuri. Avui, el càlcul d'Einstein es reconeix com un exemple comú d'aplicacions d'expansions PN, resolent el problema relativista general de dos cossos, que inclou l'emissió d'ones gravitacionals.